# Téoz
Téoz era il nome commerciale, introdotto nel 2003, di 3 servizi ferroviari a lunga percorrenza non ad alta velocità gestiti da SNCF Voyages (parte del gruppo SNCF che si occupa del trasporto ferroviario a lunga percorrenza). Dal gennaio 2012 il marchio è stato eliminato e inglobato nei servizi Intercités.

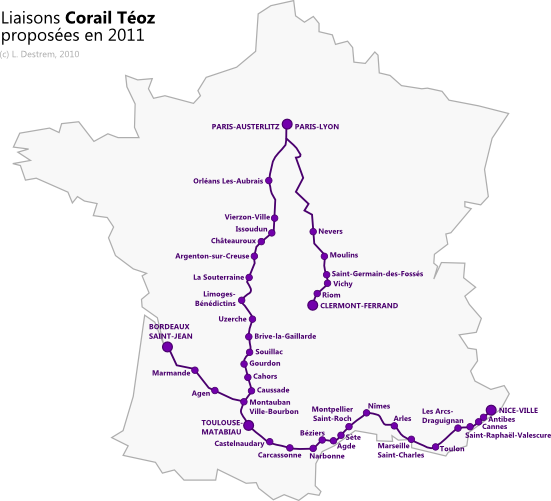
La rete al 2011

## Servizi
Il servizio si sviluppava su tre relazioni ed è a tariffa specifica.
Il marchio Téoz Eco indicava la coppia di treni circolante di giorno (un treno per direzione) nei fine settimana da Parigi a Tolosa effettuata con materiale notte.